# Syzygospora solida
Syzygospora solida är en lavart som först beskrevs av Berthier, och fick sitt nu gällande namn av Ginns 1986. Syzygospora solida ingår i släktet Syzygospora och familjen Carcinomycetaceae.   Inga underarter finns listade i Catalogue of Life.